# Dario Pegoretti
Dario Pegoretti (18 gennaio 1956 – Verona, 23 agosto 2018) è stato un artigiano italiano.
È considerato uno dei più importanti telaisti di bicicletta contemporanei e uno dei precursori della saldatura TIG in ambito telaistico.

## Biografia
Da ragazzo è stato ciclista dilettante. A 18 anni, dopo la maturità, si sposta a Verona dove intraprende il mestiere di telaista lavorando nella bottega di Luigino Milani, il quale produceva telai come terzista per famosi marchi di biciclette. A lui, che in futuro diventerà anche suocero di Dario, è dedicato il Luigino, il telaio a congiunzioni più classico della gamma di Pegoretti.
Nel 1990, in seguito alla morte di Milani, Pegoretti decise di mettersi in proprio continuando il lavoro di terzista per marchi come Bianchi e Pinarello, producendo principalmente telai destinati alle squadre professionistiche. Continuò fino al 1996, anno in cui decise di iniziare a vendere telai su misura con il proprio nome. L'anno successivo spostò quindi la produzione a Caldonazzo, in provincia di Trento, e successivamente a Marter di Roncegno.
Nel marzo 2007 gli venne diagnosticato un linfoma, dal quale era in seguito riuscito a guarire. Muore all'età di 62 anni, stroncato da un attacco di cuore, la sera del 23 agosto 2018.
Nella sua carriera produsse telai per numerosi ciclisti professionisti, tra cui Miguel Indurain, Stephen Roche, Claudio Chiappucci, Gianni Bugno, Mario Cipollini e Marco Pantani ma anche per il cantante Ben Harper e l'attore Robin Williams.

## Premi
Al North American Handmade Bicycle Show del 2007 viene premiato con il President's Award of Excellence. L'anno successivo, sempre al NAHBS, venne nominato telaista dell'anno.

## Curiosità
- Nel 2004, assieme a Richard Sachs, disegnò la serie di tubi PegoRichie, prodotta da Columbus a partire dal 2005.
- Era particolarmente appassionato di musica, come si può riscontrare anche da alcuni nomi dei suoi modelli. Per fare un esempio Big Leg Emma, ispirato all'omonima canzone di Frank Zappa.
- Pegoretti era spesso attivo su vari forum italiani ad argomento ciclistico con il nickname "Round".